# Nicolas Portal
Nicolas Portal (Auch, Francia, 23 de abril de 1979-Andorra la Vieja, 3 de marzo de 2020) fue un ciclista francés. Debutó como profesional en 2002 con el equipo Ag2r Prévoyance. Era el hermano mayor del también ciclista profesional Sébastien Portal. A partir de 2011 pasó a formar parte del equipo Team Sky como director deportivo hasta su fallecimiento.
Falleció a los 40 años en su casa de Andorra el 3 de marzo de 2020 como consecuencia de un paro cardíaco.

## Palmarés
2003
- 3.º en el Campeonato de Francia Contrarreloj

2004
- 1 etapa de la Dauphiné Libéré

## Resultados en Grandes Vueltas
| Carrera | Carrera         | 2002 | 2003 | 2004 | 2005 | 2006 | 2007 | 2008 | 2009 | 2010 |
| ------- | --------------- | ---- | ---- | ---- | ---- | ---- | ---- | ---- | ---- | ---- |
|         | Giro de Italia  | —    | —    | —    | —    | —    | —    | —    | —    | —    |
|         | Tour de Francia | —    | 82.º | 72.º | 88.º | 98.º | 57.º | 64.º | —    | —    |
|         | Vuelta a España | 84.º | —    | —    | —    | —    | —    | —    | —    | —    |

—: no participa

Ab.: abandono

## Equipos
- Ag2r Prévoyance (2002-2005)
- Caisse d'Epargne (2006-2009)
  - Caisse d'Epargne-Illes Balears (2006)
  - Caisse d'Epargne (2007-2009)
- Sky Procycling (2010)